# Municipio de Evening Shade
El municipio de Evening Shade (en inglés: Evening Shade Township) es un municipio ubicado en el condado de Greene en el estado estadounidense de Arkansas. En el año 2010 tenía una población de 41 habitantes y una densidad poblacional de 0,74 personas por km².

## Geografía
El municipio de Evening Shade se encuentra ubicado en las coordenadas 36°8′25″N 90°42′20″O / 36.14028, -90.70556. Según la Oficina del Censo de los Estados Unidos, el municipio tiene una superficie total de 55.07 km², de la cual 55,07 km² corresponden a tierra firme y (0 %) 0 km² es agua.

## Demografía
Según el censo de 2010, había 41 personas residiendo en el municipio de Evening Shade. La densidad de población era de 0,74 hab./km². De los 41 habitantes, el municipio de Evening Shade estaba compuesto por el 100 % blancos. Del total de la población el 0 % eran hispanos o latinos de cualquier raza.